# 伯克萊什鄉
44°24′N 23°09′E / 44.400°N 23.150°E
伯克萊什鄉（羅馬尼亞語：Comuna Bâcleș, Mehedinți），是羅馬尼亞的鄉份，位於該國西南部，由梅赫丁茨縣負責管轄，面積96平方公里，海拔高度307米，2007年人口2,321，人口密度每平方公里24人。